# 金迪
金迪（1978年12月15日—），上海人，中国国家射击队成员。

## 生涯
金迪是射擊運動中的飛碟運動員。與其他中國射擊運動員不同，金迪在16歲時也開始參與射擊中的飛碟運動員，年齡偏高。隨後一年，即1995年，他入選上海隊，教練是曲日東。兩年後，他成為了國家隊成員，其教練為江澤祥。
同年，金迪於八運會中的男子個人雙向飛碟小項最終排名第6。1998年，他奪得全國射擊系統賽的男子個人雙向飛碟小項冠軍。次年，他衛冕錦標，並在全國冠軍賽贏得男子個人雙向飛碟小項第一，又於日本站及意大利站的世界系統賽奪得男子團體雙向飛碟小項冠軍。
2000年，金迪代表中國參與亞洲錦標賽，先後贏得男子個人雙向飛碟小項的第一和男子團體雙向飛碟小項第二。三年後的世界錦標賽，他為中國隊取得一銀一銅，且於亞非運動會中贏得男子個人雙向飛碟小項的冠軍。2004年，他取得雅典奧運射擊項目的參賽資格，在男子個人雙向飛碟小項中，他在資格賽排名第15，未能晉身決賽。
翌年的十運會射擊項目的男子個人雙向小項中，他以140中的成績取得銅牌。2006年期間，他在清遠進行的世界杯中靠124中與曲日東相相打破當時的全國紀錄，並獲得亞軍。隨後的意大利羅馬世界杯，他得到男子個人雙向飛碟小項的第三名。12月，金迪在多哈亞運中的男子個人雙向飛碟小項，他取得一面銅牌。同日，他与黎旭及曲日東合作参加男子团体双向飞碟小项，以360中成绩，取得铜牌。